# Вінстон (округ, Міссісіпі)
Шаблон:StateAbbr_ 33°05′ пн. ш. 89°02′ зх. д. / 33.09° пн. ш. 89.04° зх. д.
Округ  Вінстон (англ. Winston County) — округ (графство) у штаті Міссісіпі, США. Ідентифікатор округу 28159.

## Історія
Округ утворений 1833 року.

## Демографія
За даними перепису 
2000 року 
загальне населення округу становило 20160 осіб, зокрема міського населення було 5063, а сільського — 15097.
Серед мешканців округу чоловіків було 9751, а жінок — 10409. В окрузі було 7578 домогосподарств, 5473 родин, які мешкали в 8472 будинках.
Середній розмір родини становив 3,09.
Віковий розподіл населення поданий у таблиці:
| Стать    | До 15 років | 15-21 | 22-29 | 30-39 | 40-49 | 50-65 | 65-85 | Понад 85 |
| -------- | ----------- | ----- | ----- | ----- | ----- | ----- | ----- | -------- |
| Чоловіки | 2320        | 1124  | 970   | 1270  | 1408  | 1488  | 1052  | 119      |
| Жінки    | 2089        | 973   | 1030  | 1309  | 1431  | 1632  | 1632  | 313      |

## Суміжні округи
- Октіббега — північ
- Ноксабі — схід
- Кемпер — південний схід
- Нешода — південь
- Аттала — захід
- Чокто — північний захід

## Виноски
1. ↑  U.S. Decennial Census. United States Census Bureau. Архів оригіналу за 4 квітня 2018. Процитовано 8 листопада 2014.
2. ↑  Historical Census Browser. University of Virginia Library. Архів оригіналу за 11 серпня 2012. Процитовано 8 листопада 2014.
3. ↑  Population of Counties by Decennial Census: 1900 to 1990. United States Census Bureau. Архів оригіналу за 28 грудня 2014. Процитовано 8 листопада 2014.
4. ↑  Census 2000 PHC-T-4. Ranking Tables for Counties: 1990 and 2000 (PDF). United States Census Bureau. Архів оригіналу (PDF) за 18 грудня 2014. Процитовано 8 листопада 2014.
5. ↑  State & County QuickFacts. United States Census Bureau. Архів оригіналу за 22 липня 2011. Процитовано 7 вересня 2013.(англ.) Наведено за англійською вікіпедією.
6. ↑  American FactFinder. Бюро перепису населення США. Архів оригіналу за 26 лютого 2012. Процитовано 31 січня 2008.

| США | Це незавершена стаття з географії США. Ви можете допомогти проєкту, виправивши або дописавши її. |